# Even The Nights Are Better
«Even the Nights Are Better» (en español: «Incluso las noches son mejores»)  es una canción interpretada por el dúo de soft rock inglés-australiano Air Supply proveniente del séptimo álbum de estudio Now and Forever (1982). La canción fue escrita por J. L. Wallace, coescrita por Kenneth Bell y Terry Skinner y se convirtió en un gran éxito para Air Supply, logrando ubicarse en la cima de las listas en varios países.

## Créditos y personal
- Russell Hitchcock - Voz
- Graham Russell - Voz, guitarra

## Lista de éxitos
| Lista (1982)                                 | Máxima posición |
| -------------------------------------------- | --------------- |
| Australia (Kent Music Record)                | 35              |
| Canada RPM (Adult Contemporary)              | 1               |
| Canada RPM (Top Singles)                     | 7               |
| Irlanda (IRMA)                               | 9               |
| Nueva Zelanda                                | 37              |
| UK Singles Chart                             | 44              |
| U.S. Billboard Hot 100                       | 5               |
| U.S. Billboard Hot Adult Contemporary Tracks | 1               |
| U.S. Cash Box Top 100                        | 8               |

### Sucesión en las listas
| Predecesor: «Any Day Now» de Ronnie Milsap | U.S. Billboard Hot Adult Contemporary Tracks — Sencillo N°. 1 24 de julio de 1982 - 20 de agosto de 1982 | Sucesor: «Hard to Say I'm Sorry» de Chicago |

## Certificaciones
| País           | Organismo Certificador | Certificación | Ventas certificadas | Ref.  |
| -------------- | ---------------------- | ------------- | ------------------- | ----- |
| Estados Unidos | RIAA                   | Oro           | 500 000             | [ 2 ] |